# Mindhunter
Mindhunter is een Amerikaanse dramaserie die bedacht werd door Joe Penhall. De reeks werd geïnspireerd door het non-fictieboek Mind Hunter: Inside FBI's Elite Serial Crime Unit. Het eerste seizoen ging op 13 oktober 2017 in première op de streamingdienst Netflix. David Fincher regisseerde onder meer de pilot en is tevens uitvoerend producent van de serie. De hoofdrollen worden vertolkt door Jonathan Groff, Holt McCallany en Anna Torv.

## Verhaal
In 1977 ondervragen twee FBI-agenten, Holden Ford en Bill Tench van de Behavioral Science Unit, verschillende seriemoordenaars in een poging om hun manier van denken te begrijpen, hun gedrag te voorspellen en andere moordzaken op te lossen. In hun baanbrekend werk moeten de twee regelmatig opboksen tegen de vooroordelen, twijfels en gedateerde methodes van de lokale politiediensten en hun eigen FBI-collega's.
Het eerste seizoen speelt zich af van 1977 tot 1980, in de begindagen van de criminele psychologie en criminele profilering bij de FBI. Cameron Britton speelt dit seizoen een terugkerende rol als de beruchte seriemoordenaar Edmund Kemper, die als eerste Ford en Tench helpt te begrijpen hoe de geest van een seriemoordenaar werkt. Andere opmerkelijke seriemoordenaars uit het eerste seizoen zijn onder meer Jerry Brudos, gespeeld door Happy Anderson en Dennis Rader, ook wel bekend als BTK, gespeeld door Sonny Valicenti.
Het tweede seizoen speelt zich af in 1980 en 1981, waarin Ford en Tench de moorden in Atlanta van 1979 tot 1981 onderzoeken, waarbij ten minste 28 doden vielen, voornamelijk kinderen. Dit is gebaseerd op de echte zaak van Wayne Williams, die werd aangeklaagd en veroordeeld voor de moord op twee volwassen mannen, maar nooit werd berecht voor de moord op de kinderen en adolescenten, wat leidde tot massale verontwaardiging en vragen over de schuld van Williams toen de zaken van de kinderen koud werden. Het tweede seizoen bevat ook andere beruchte moordenaars, zoals David Berkowitz, ook wel bekend als Son of Sam, gespeeld door Oliver Cooper en Charles Manson, gespeeld door van Damon Herriman.

## Rolverdeling
Legenda
 = Hoofdrol
 = Bijrol
 = Geen rol
| Acteur / actrice        | Personage                    | S1      | S2     |
| ----------------------- | ---------------------------- | ------- | ------ |
| Jonathan Groff          | Holden Ford                  | 10 afl. | 9 afl. |
| Holt McCallany          | Bill Tench                   | 10 afl. | 9 afl. |
| Anna Torv               | Dr. Wendy Carr               | 8 afl.  | 9 afl. |
| Hannah Gross            | Debbie Mitford               | 10 afl. |        |
| Cotter Smith            | Unit Chief Shepard           | 8 afl.  | 1 afl. |
| Sonny Valicenti         | Dennis Rader / BTK Killer    | 8 afl.  | 7 afl. |
| Cameron Britton         | Edmund Kemper                | 3 afl.  | 1 afl. |
| Joe Tuttle              | Gregg Smith                  | 3 afl.  | 7 afl. |
| Stacey Roca             | Nancy Tench                  | 3 afl.  | 9 afl. |
| Zachary Scott Ross      | Brian Tench                  | 2 afl.  | 8 afl. |
| Happy Anderson          | Jerry Brudos                 | 2 afl.  |        |
| Sam Strike              | Monte Rissell                | 1 afl.  |        |
| Jack Erdie              | Richard Speck                | 1 afl.  |        |
| Lauren Glazier          | Kay Manz                     |         | 8 afl. |
| Albert Jones            | Jim Barney                   | 1 afl.  | 7 afl. |
| Michael Cerveris        | Assistant Director Ted Gunn  |         | 6 afl. |
| Gareth Williams         | Chief Redding                |         | 5 afl. |
| June Carryl             | Camille Bell                 |         | 5 afl. |
| Sierra McClain          | Tanya Clifton                |         | 4 afl. |
| Christopher Livingstone | Wayne Williams               |         | 3 afl. |
| Sean Cullen             | Director William H. Webster  |         | 2 afl. |
| Damon Herriman          | Charles Manson               |         | 1 afl. |
| Christopher Backus      | Tex Watson                   |         | 1 afl. |
| Morgan Kelly            | Paul Bateson                 |         | 1 afl. |
| Robert Aramayo          | Elmer Wayne Henley           |         | 1 afl. |
| Oliver Cooper           | David Berkowitz / Son of Sam |         | 1 afl. |

## Productie

### Ontwikkeling
John E. Douglas werkte van 1970 tot 1995 voor de Federal Bureau of Investigation (FBI). Tijdens zijn loopbaan interviewde en bestudeerde hij verschillende beruchte (serie)moordenaars, waaronder Ted Bundy, Dennis Rader, Edmund Kemper, James Earl Ray en Charles Manson. Door hun manier van denken en handelen te bestuderen, wilde hij kennis vergaren die nadien toegepast kon worden in het oplossen van andere moordzaken en het verhoren van verdachten.
In samenwerking met auteur en televisiemaker Mark Olshaker bracht hij in 1995 het non-fictieboek Mind Hunter: Inside FBI's Elite Serial Crime Unit uit. Daarin besprak Douglas hoe hij in de jaren 1970 in dienst van de Investigative Support Unit de eerste profiling-technieken had ontwikkeld.
De tv-rechten op het boek werden aanvankelijk gekocht door tv-producente Jennifer Erwin en belandden omstreeks 2009 bij Denver and Delilah Productions, het productiebedrijf van actrice Charlize Theron. Theron raakte via de film Monster (2003), waarin ze seriemoordenares Aileen Wuornos vertolke, gefascineerd door het werk van FBI-agent John E. Douglas. Het project werd in 2010 opgepikt door betaalzender HBO en ontwikkeld in samenwerking met regisseur David Fincher en productiemaatschappij Fox 21. Scenarist Scott Buck werd benaderd om de serie te schrijven. Buck werd uiteindelijk vervangen door toneelschrijver Joe Penhall, met wie Theron al had samengewerkt aan The Road (2009). Penhall kreeg van HBO de titel van "bedenker" en "uitvoerend producent". De tv-zender was ook van plan om de Brit naar de Verenigde Staten te halen om het schrijfproces te leiden.
In 2015 verhuisde het project van Theron en Fincher van HBO naar streamingdienst Netflix en raakte bekend dat Fox 21 niet langer bij de tv-productie betrokken was. Voor Fincher was het de tweede keer dat hij aan een tv-project van Netflix zou werken. Eerder had hij voor de streamingdienst ook al de eerste twee afleveringen van de dramaserie House of Cards geregisseerd. Met Netflix maakte Fincher de afspraak dat hij het schrijven van de serie zou leiden, waardoor Penhall in Groot-Brittannië kon blijven. Naast Penhall schreven ook Jennifer Haley, Erin Levy en Carly Wray afleveringen voor het eerste seizoen. Penhall schreef initieel ook de zogenoemde "bijbel" van de serie (i.e. een uitgebreide samenvatting van alle geplande seizoenen). Naarmate de productie vorderde nam Fincher de serie meer in handen en werd er steeds meer afgeweken van de oorspronkelijke scenario's en bijbel van Penhall.
Op 30 november 2017 gaf Netflix groen licht voor een tweede seizoen. De opnames gingen eind april 2018 van start en eindigden in december 2018. In augustus 2019 ging het tweede seizoen in première.
In januari 2020 raakte bekend dat Netflix de contracten van de hoofdrolspelers niet verlengd had. Hierdoor werd het onwaarschijnlijk dat Mindhunter zou terugkeren voor een derde seizoen, hoewel de serie niet officieel geannuleerd werd door Netflix. In oktober 2020 verklaarde Fincher dat de serie te weinig kijkers bereikt had om de hoge productiekosten te verantwoorden en bevestigde hij dat er waarschijnlijk geen derde seizoen zou komen.

### Casting en opnames
In maart 2016 werd Jonathan Groff gecast als het hoofdpersonage Holden Ford. Groff was door Fincher gekend omdat hij in 2009 auditie had gedaan voor de rol van Sean Parker in The Social Network (2010). In maart 2016 werden ook Holt McCallany en Anna Torv aan de cast toegevoegd. McCallany had met Fincher al samengewerkt aan Alien³ (1992) en Fight Club (1999).
De opnames voor het eerste seizoen gingen in mei 2016 van start in en rond Pittsburgh (Pennsylvania) en eindigden in februari 2017. Er werd onder meer gefilmd in Tarentum, Bridgewater, Kittanning,
Oakmont, Ambridge en Moundsville (West Virginia). Visueel baseerden de makers zich onder meer op het werk van de Amerikaanse fotograaf Stephen Shore.
De opnames voor het tweede seizoen gingen eind april 2018 van start en eindigden begin december 2018. De Australische acteur Damon Herriman werd voor het tweede seizoen gecast als Charles Manson. Enkele maanden later werd dezelfde acteur ook door Quentin Tarantino gecast als Manson, voor de film Once Upon a Time in Hollywood (2019).

### Release
De eerste twee afleveringen van Mindhunter gingen op 10 oktober 2017 in première op het BFI-filmfestival in Londen. Op 13 oktober 2017 werd het eerste seizoen beschikbaar gesteld via de streamingdienst Netflix. Het tweede seizoen ging op 16 augustus 2019 in première.

## Historische achtergrond
Jonathan Groffs hoofdpersonage Holden Ford is gebaseerd op gewezen FBI-agent John E. Douglas, wiens boek als basis diende voor de serie. Douglas diende eerder ook al als inspiratie voor het personage Jack Crawford in de Hannibal Lecter-reeks van schrijver Thomas Harris. Ook de FBI-profilers Jason Gideon en David Rossi in de tv-serie Criminal Minds werden gedeeltelijk op Douglas gebaseerd.
Holt McCallany's personage Bill Tench is gebaseerd op Douglas' collega Robert Ressler, de FBI-agent aan wie het bedenken van de term 'seriemoordenaar' toegeschreven wordt. Het personage Wendy Carr is gebaseerd op dr. Ann Burgess, een wetenschapster en psychiatrische verpleegkundige die gespecialiseerd was in het evalueren en behandelen van slachtoffers van seksuele misdrijven en in dienst van de FBI onder meer de link tussen seriemoordenaars en trauma's uit het verleden onderzocht.
In de serie komen verschillende bestaande seriemoordenaars aan bod, waaronder Dennis Rader, Edmund Kemper, Jerry Brudos en David Berkowitz.

## Prijzen en nominaties
| Jaar                            | Categorie                          | Genomineerde(n)    | Uitslag     |             |
| Emmy Awards                     | Emmy Awards                        | Emmy Awards        | Emmy Awards | Emmy Awards |
| ------------------------------- | ---------------------------------- | ------------------ | ----------- | ----------- |
| 2018                            | Beste gastacteur in een dramaserie | Cameron Britton    | Genomineerd |             |
| 2020                            | Beste camerawerk                   | Erik Messerschmidt | Genomineerd |             |
| Satellite Awards                |                                    |                    |             |             |
| 2018                            | Beste dramaserie                   | Beste dramaserie   | Genomineerd |             |
| 2018                            | Beste acteur in een dramaserie     | Jonathan Groff     | Gewonnen    |             |
| 2019                            | Beste dramaserie                   | Beste dramaserie   | Genomineerd |             |
| 2019                            | Beste acteur in een dramaserie     | Jonathan Groff     | Genomineerd |             |
| Writers Guild of America Awards |                                    |                    |             |             |
| 2020                            | Beste dramaserie                   | Beste dramaserie   | Genomineerd |             |